# Werner (biskup płocki)
Werner (zm. 5 lutego 1170) – biskup włocławski w latach ok.1447-1156, biskup płocki w latach 1156–1170.
Prawdopodobnie był Niemcem z pochodzenia. Świadkował na przywileju księżnej Salomei na rzecz opactwa w Mogilnie (ok. 1143) jako kapelan (kanonik) kolegiaty św. Piotra w Kruszwicy. Około 1447 roku został mianowany biskupem włocławskim. 4 IV 1148 r. uzyskał od papieża Eugeniusza III na synodzie w Reims bulle protekcyjną dla biskupstwa włocławskiego. Był bliskim współpracownikiem księcia Bolesława Kędzierzawego, który w 1156 mianował go biskupem płockim. W 1161 uczestniczył w wiecu w Łęczycy.
W 1165 przewodniczył poselstwu do cesarza Fryderyka I w Akwizgranie. Przywiózł z Niemiec relikwie św. Zygmunta Burgundzkiego, późniejszego patrona miasta Płocka. Był zwolennikiem cesarskich antypapieży Wiktora IV, Paschalisa III i Kaliksta III, reprezentował polski episkopat na uroczystościach kanonizacyjnych Karola Wielkiego w 1165, którym przewodził Paschalis III.
Zginął śmiercią męczeńską, zamordowany na rozkaz możnowładcy Bolesty, który przegrał z nim spór sądowy o wieś Karso (Szarsko?). Był czczony przez wiernych po śmierci i umieszczany w ówczesnych wykazach świętych i błogosławionych, jednak z uwagi na jego poparcie dla antypapieży jego kult nie zyskał uznania Kościoła po zakończeniu schizmy.
W starszej literaturze jego męczeństwo jest czasami błędnie datowane na rok 1172.
Bohater utworu hagiograficznego Mors et miracula beati Verneri.